# Sepci
Sepci (en serbe cyrillique : Сепци) est un village de Serbie situé dans la municipalité de Rača, district de Šumadija. Au recensement de 2011, il comptait 540 habitants.

## Démographie

### Évolution historique de la population
| 1948  | 1953  | 1961  | 1971  | 1981 | 1991 | 2002 | 2011 |
| ----- | ----- | ----- | ----- | ---- | ---- | ---- | ---- |
| 1 355 | 1 324 | 1 267 | 1 082 | 977  | 838  | 673  | 540  |

|  |